# Championnat de Tchéquie de football 2000-2001
Navigation
Saison 1999-2000 Saison 2001-2002
La saison 2000-2001 du Championnat de République tchèque de football était la 8e édition de la Gambrinus Liga, le championnat de première division de République tchèque. Les 16 clubs de l'élite jouent les uns contre les autres lors de rencontres disputées en matchs aller et retour au sein d'une poule unique.
Le Sparta Prague finit une nouvelle fois en tête du championnat et conserve son titre. C'est le 7e titre de champion de République tchèque en 8 ans pour le club.

## Les 16 clubs participants
| - AC Sparta Prague - SK Slavia Prague - FC Stavo Artikel Brno - Viktoria Plzen - Promu de Druha Liga - FK Jablonec 97 - 1.FC Synot - Promu de Druha Liga - FC Banik Ostrava - FK Teplice | - Chmel Blsany - SK Sigma Olomouc - FC Marila Pribram - SK Dynamo Ceské Budejovice - Slovan Liberec - FK Viktoria Zizkov - FK Drnovice - FC Bohemians Prague |

## Compétition

### Classement
Le barème de points servant à établir le classement se décompose ainsi :
- Victoire : 3 points
- Match nul : 1 point
- Défaite : 0 point

| Rang | Équipe                     | Pts | J  | G  | N  | P  | Bp | Bc | Diff |
| ---- | -------------------------- | --- | -- | -- | -- | -- | -- | -- | ---- |
| 1    | AC Sparta Prague (T)       | 68  | 30 | 21 | 5  | 4  | 71 | 31 | +40  |
| 2    | SK Slavia Prague           | 52  | 30 | 14 | 10 | 6  | 46 | 32 | +14  |
| 3    | SK Sigma Olomouc           | 52  | 30 | 14 | 10 | 6  | 47 | 33 | +14  |
| 4    | FC Marila Příbram          | 51  | 30 | 14 | 9  | 7  | 40 | 26 | +14  |
| 5    | FK Viktoria Zizkov (C)     | 46  | 30 | 12 | 10 | 8  | 45 | 40 | +5   |
| 6    | Slovan Liberec             | 45  | 30 | 12 | 9  | 9  | 39 | 31 | +8   |
| 7    | FK Drnovice                | 41  | 30 | 11 | 8  | 11 | 35 | 36 | -1   |
| 8    | FC Bohemians Prague        | 40  | 30 | 10 | 10 | 10 | 33 | 34 | -1   |
| 9    | FK Teplice                 | 40  | 30 | 12 | 4  | 14 | 45 | 39 | +6   |
| 10   | Chmel Blšany               | 40  | 30 | 10 | 10 | 10 | 35 | 35 | 0    |
| 11   | 1.FC Synot (P)             | 37  | 30 | 9  | 10 | 11 | 37 | 35 | +2   |
| 12   | FK Jablonec 97             | 32  | 30 | 8  | 8  | 14 | 26 | 40 | -14  |
| 13   | FC Stavo Artikel Brno      | 30  | 30 | 7  | 9  | 14 | 24 | 35 | -11  |
| 14   | FC Baník Ostrava           | 30  | 30 | 7  | 9  | 14 | 28 | 45 | -17  |
| 15   | SK Dynamo Ceské Budejovice | 26  | 30 | 6  | 8  | 16 | 32 | 56 | -24  |
| 16   | Viktoria Plzen (P)         | 21  | 30 | 4  | 9  | 17 | 30 | 65 | -35  |

|  | Qualifié pour la Ligue des champions 2001-2002                                                     |
|  | Qualifié pour la Coupe UEFA 2001-2002                                                              |
|  | Qualifié pour la Coupe Intertoto 2001                                                              |
|  | Relégation en 2e division                                                                          |
|  | (T) : Tenant du titre (C) : Vainqueur de la Coupe de République tchèque (P) : Promu de 2e division |

## Bilan de la saison
| Tableau d'Honneur                             |                    |
| Compétition                                   | Vainqueur          |
| Championnat de République tchèque de football | AC Sparta Prague   |
| Coupe de République tchèque de football       | FK Viktoria Zizkov |

| Qualifications européennes    |                                                                      |
| Ligue des champions 2001-2002 | Qualifiés                                                            |
| Phase de poules               | AC Sparta Prague                                                     |
| 3e tour préliminaire          | SK Slavia Prague                                                     |
| Coupe UEFA 2001-2002          | Qualifiés                                                            |
| 1er tour                      | Slovan Liberec FC Marila Pribram SK Sigma Olomouc FK Viktoria Zizkov |
| Coupe Intertoto 2001          | Qualifiés                                                            |
| 3e tour                       | Chmel Blsany                                                         |
| 2e tour                       | 1.FC Synot                                                           |

| Promotion et relégation |                                           |
| Relégués en Druhá Liga  | Viktoria Plzen SK Dynamo Ceské Budejovice |
| Promus en První Liga    | SK Hradec Králové SFC Opava               |